# کوتانسوز
کوتانسوز (به فرانسوی: Coutansouze) یک کمون (فرانسه) در فرانسه است که در canton of Ébreuil واقع شده‌است. کوتانسوز ۱۳٫۴۲ کیلومتر مربع مساحت دارد ۵۰۵ متر بالاتر از سطح دریا واقع شده‌است.